# Conte di Kinnoull
Conte di Kinnoull è un titolo della Parìa di Scozia creato nel 1633 per George Hay, I visconte di Dupplin. Altri titoli associati sono: Visconte Dupplin e Lord Hay di Kinfauns (1627) e Baron Hay of Pedwardine (1711). I primi due sono inscritti nella Parìa di Scozia, mentre il terzo è presente in quella di Gran Bretagna. Il titolo di Visconte Dupplin è utilizzato come titolo di cortesia per il figlio primogenito del conte in carica.

## Storia
Il clan Hay discende dal re normanno Guillaume de la Haye. Carlo I d'Inghilterra avanzò Sir George Hay alla parìa il 4 maggio 1627 col titoli di Barone Hay, di  Kinfauns e Visconte Dupplin. Il 25 maggio 1633, Hay venne creato Conte di Kinnoull dallo stesso Carlo I.
La famiglia Hay ha antenati in comune coi conti di Erroll. Gilbert de la Hay (m. aprile 1333), antenato dei conti di Erroll, era il fratello maggiore di William de la Hay, antenato dei conti di Kinnoull. Nel 1251, William ricevette due territori da suo fratello, disposizione confermata da re Alessandro III di Scozia.
Nel 1711 Robert Harley, I conte di Oxford e conte Mortimer, fece pressione e riuscì a far nominare suo genero George Hay, visconte Dupplin al titolo di Barone Hay di Pedwardine nella Parìa del Regno Unito.
La sede della famiglia è il Castello di Dupplin, appena fuori Perth, in Scozia.

## Conti di Kinnoull (1633)
- George Hay, I conte di Kinnoull (m. 1634)
- George Hay, II conte di Kinnoull (1596-1644), figlio del primo conte
- George Hay, III conte di Kinnoull (m. 1650), figlio del secondo conte
- William Hay, IV conte di Kinnoull (m. 1677), secondo figlio del second conte
- George Hay, V conte di Kinnoull (m. 1687), figlio del quarto conte
- William Hay, VI conte di Kinnoull (m. 1709), secondo figlio del quarto conte
- Thomas Hay, VII conte di Kinnoull (m. 1719), figlio minore del fratello del primo conte
- George Hay, VIII conte di Kinnoull (1689–1758), figlio del settimo conte
- Thomas Hay, IX conte di Kinnoull (1710–1787), figlio dell'ottavo conte
- Robert Hay-Drummond, X conte di Kinnoull (1751–1804), nipote del nono conte
- Thomas Hay-Drummond, XI conte di Kinnoull (1785–1866), figlio del decimo conte
- George Hay-Drummond, XII conte di Kinnoull (1827–1897), figlio dell'undicesimo conte
- Archibald Hay-Drummond, XIII conte di Kinnoull (1855–1916), terzo figlio del dodicesimo conte
- George Hay-Drummond, XIV conte di Kinnoull (1902–1938), nipote del tredicesimo conte
- Arthur William George Patrick Hay, XV conte di Kinnoull (1935–2013), figlio del quattordicesimo conte[4]
- Charles William Harley Hay, XVI conte di Kinnoull (n. 1962), figlio del quindicesimo conte

L'erede apparente è il figlio dell'attuale detentore del titolo, William Thomas Charles Hay, visconte Dupplin (n. 2011).